# Sadkowice (plaats)
Sadkowice is een dorp in het Poolse woiwodschap Łódź, in het district Rawski. De plaats maakt deel uit van de gemeente Sadkowice en telt 570 inwoners.